# 烏克蘭希臘禮天主教弗羅茨瓦夫-科沙林教區
烏克蘭希臘禮天主教弗罗茨瓦夫-科沙林教區（拉丁語：Dioecesis Vratislaviensis–Coslinensis ritus bysantini ucraini）是波蘭一個東儀天主教總教區（烏克蘭希臘禮），屬普熱梅希爾-華沙總教區。
1996年6月1日升為教區。2020年11月25日起分出奧士廷-格但斯克教區。
教區範圍包括波蘭中西部，教座位於弗罗茨瓦夫。2009年有教友25,000人、五十七個堂區、卅二名司鐸。現任教區主教為沃齊米日·尤什恰克。